# José Javier López Jacoiste
José Javier López Jacoiste (Ochagavía, Navarra, 15 de marzo de 1921 - Madrid, 14 de abril de 2016) fue un jurista, catedrático de Derecho Civil y notario español.

## Vida académica
Fue profesor de la Facultad de Derecho de la Universidad de Navarra. Fue Doctor en Derecho Civil por la Universidad Complutense de Madrid, catedrático de Derecho Civil, y catedrático de la: Universidad de Santiago de Compostela, Universidad de Barcelona, Universidad Complutense de Madrid y Universidad Nacional de Educación a Distancia (UNED). En esta última fue vicerrector y decano de Derecho. Fue notario de Madrid y San Sebastián.

## Asociaciones a las que perteneció
- Real Academia de Jurisprudencia y Legislación Archivado el 7 de abril de 2016 en Wayback Machine.
- Association Henri Capitant, con sede en la Facultad de Derecho de la Universidad de París-Sorbona